# Nectamia
Nectamia es un género de peces de la familia Apogonidae, del orden Perciformes. Este género marino fue descrito científicamente en 1917 por David Starr Jordan.

## Especies
Especies reconocidas del género:
- Nectamia annularis (Rüppell, 1829)
- Nectamia bandanensis (Bleeker, 1854)
- Nectamia fusca (Quoy & Gaimard, 1825)
- Nectamia ignitops T. H. Fraser, 2008
- Nectamia luxuria T. H. Fraser, 2008
- Nectamia savayensis (Günther, 1872)
- Nectamia similis T. H. Fraser, 2008
- Nectamia viria T. H. Fraser, 2008
- Nectamia zebrinus (T. H. Fraser, J. E. Randall & Lachner, 1999)